# Vesania
Vesania е блек метъл група в Полша, Мазовско войводство, сформирана през 1997 година.
Първоначално е съставена от 3 членове: Orion (вокал / китари), Daray (барабани) и Heinrich (бас китари). По-късно към групата се присъединяват Hatrah (синтезатор) – заменен от Siegmar през 2000 година, и Annahvahr (вокал / китари).

## Дискография
- „Wrath of the Gods/ Moonastray“ – 2002
- „Firefrost Arcanum“ – 2003
- „God the Lux“ – 2005
- „Distractive Killusions“ – 2007